# Jerdy Schouten
Jerdy Schouten, né le 12 janvier 1997 à Hellevoetsluis aux Pays-Bas, est un footballeur international néerlandais qui évolue au poste de milieu défensif au PSV Eindhoven.

## Biographie

### Débuts professionnels
Pur produit du centre de formation du ADO La Haye qu'il rejoint en 2008, Jerdy Schouten joue son premier match avec les professionnels le 10 décembre 2016 lors de la défaite de son équipe en Eredivisie contre le NEC Nimègue (3-0). Il ne participe en tout qu'à 3 matchs avec son club formateur.
Lors de l'été 2017 il rejoint librement le SC Telstar en deuxième division néerlandaise, où il s'impose rapidement comme un élément incontournable de l'équipe. Il dispute en tout 40 matchs pour Telstar et inscrit 4 buts pour sa seule saison avec le club.

### Excelsior Rotterdam
Jerdy Schouten signe en faveur de l'Excelsior Rotterdam lors de l'été 2018, retrouvant ainsi l'Eredivisie. Il débute sous ses nouvelles couleurs lors de la première journée de la saison 2018-2019, le 11 août 2018 contre le Fortuna Sittard. Titulaire ce jour-là, les deux équipes se partagent les points (1-1). Schouten devient immédiatement un titulaire indiscutable de l'équipe, et seule une blessure en décembre lui fait manquer quelques matchs. Lors de son retour à la compétition le 18 janvier 2019, il inscrit son premier but pour l'Excelsior, lors de la défaite de son équipe contre le Vitesse Arnhem (3-2). À l'issue de la saison, l'Excelsior Rotterdam est reléguée et Schouten est sur le point de rejoindre un nouveau club.

### Bologne FC
Le 4 juillet 2019, Jerdy Schouten est transféré au Bologne FC qui débourse 3 millions d'euros pour s'attacher ses services et il signe un contrat courant jusqu'en juin 2024. 
Schouten inscrit son premier but pour Bologne le 20 mars 2021, à l'occasion d'une rencontre de championnat face au FC Crotone. Il entre en jeu à la place de Mattias Svanberg et contribue à la victoire des siens par trois buts à deux. Ses prestations avec Bologne lors de la saison 2020-2021 amènent plusieurs clubs à s'intéresser à lui lors du mercato estival 2021, comme le Milan AC ou le SSC Naples.

### PSV Eindhoven
Le 16 août 2023, Jerdy Schouten fait son retour aux Pays-Bas en signant en faveur du PSV Eindhoven. Il signe un contrat courant jusqu'en juin 2028.
Schouten inscrit son premier but pour le PSV le 4 novembre 2023, lors d'une rencontre de championnat face à l'Heracles Almelo. Titulaire ce jour-là, il participe à la victoire de son équipe par six buts à zéro.
Lors de la saison 2023-2024 il remporte le Championnat des Pays-Bas, participant au 25e titre de l'histoire du club.
Au début de la saison 2025-2026, suite au départ de Luuk de Jong, il est nommé capitaine de l'équipe.

### En sélection
En 2020, Frank de Boer, alors sélectionneur de l'équipe nationale des Pays-Bas, déclare que Schouten fait partie des joueurs qu'il supervise après avoir vu ses prestations avec le Bologne FC. Le joueur n'a jusqu'ici jamais été appelé en sélection, ni même avec les jeunes. 
C'est finalement Louis van Gaal, qui le convoque pour la première fois en juin 2022. Jerdy Schouten honore alors sa première sélection avec les Pays-Bas le 8 juin 2022, à l'occasion d'un match comptant pour la Ligue des nations de l'UEFA 2022-2023 contre le Pays de Galles. Il est titularisé et son équipe s'impose par deux buts à un.
Le 29 mai 2024, il figure dans la liste des 26 joueurs néerlandais retenus par Ronald Koeman pour participer à l'Euro 2024.

## Palmarès
PSV Eindhoven
- Championnat des Pays-Bas (1) :
  - Champion : 2023-2024.